# Crosseola intertexta
Crosseola intertexta är en snäckart som beskrevs av Powell 1937. Crosseola intertexta ingår i släktet Crosseola och familjen Skeneidae. Inga underarter finns listade i Catalogue of Life.